# Alle Griffe erlaubt
Alle Griffe erlaubt ist ein US-amerikanischer Pre-Code-Film von Lloyd Bacon aus dem Jahr 1931. Die Handlung basiert auf einer Geschichte von Rex Taylor.

## Handlung
Doktor Winnie O’Neill ist die resolute Inhaberin von Dr. O’Neills Gesundheitsfarm. Es werden unter anderem künstliche Sonnenbäder, Ausdauertrainings und Muskelaufbaukurse angeboten. Ihr zur Seite steht der schmächtige, aber gesprächige und in sie verliebte Assistent Herbert, der über Fernstudienkurse zahlreiche Diplome erworben hat, so auch einen Abschluss im Ringen. Seitdem nennt er sich nur noch „Jojo der Tiger“ und glaubt als einziger, jeden im Ring besiegen zu können. Als Assistent ist er jedoch nur mäßig brauchbar, so flirtet er mit einer vermeintlichen Patientin und vergisst dabei einen Kunden im Bräunungsapparat. Die Patientin wiederum wollte sich eigentlich nur auf eine Stelle als Krankenschwester bewerben und ist empört, als sie vor Jojo die Bluse aufknöpfen soll. Ihr Ehemann Olaf liefert sich prompt mit Jojo eine Verfolgungsjagd und ringt ihn am Ende zu Boden. Der zufällig anwesende Tom Weston rettet Jojo schließlich vor Olaf, den er ringend besiegt.
Winnie ist begeistert, da Olaf, ihr früherer Ex-Mann, einst ein erfolgreicher Ringer war, der als „Olaf der Finne“ unter anderem Meistertitel gewonnen hat. Sie will aus Tom einen ebenso erfolgreichen Ringer machen. Tom ist es recht, da er gerade wegen seiner zickigen, aber reichen Freundin Sally Dunlap seinen Job als Wertpapierhändler bei Sallys Vater verloren hat und daher Arbeit sucht. Sally tut ihr Verhalten inzwischen leid und so ist sie entsetzt als sie hört, dass Tom Ringer werden will. Sie kündigt an, ihn zu verlassen, sollte er tatsächlich in einen Ring steigen. Tom trainiert dennoch fleißig und wird schließlich als Herausforderer gegen den amtierenden Weltmeister im Schwergewicht im Ring aufgestellt. Da auch Sallys Vater ihn nicht mit Worten und Geld von seinem ersten Kampf abhalten konnte, lässt er ihn kurz vor dem Kampf aus der  Kabine auf sein Schiff entführen, das in See sticht. Winnie, die ihr gesamtes Geld und einen Teil ihrer Gesundheitsfarm auf einen Sieg Toms gesetzt hat, ist verzweifelt. Um Zeit bis zum Hauptkampf zu gewinnen, tritt Jojo zu einem Zwischenkampf gegen einen ihm unbekannten Gegner an, der sich als Olaf entpuppt. Aufgrund zahlreicher Zufälle gelingt es Jojo, Olaf zu besiegen. In der Zwischenzeit hat der in einer Schiffskabine gefesselte Tom auf sich aufmerksam machen können und wird von der ahnungslosen Sally befreit. Das Schiff bringt beide zurück an Land, wo Sally schließlich dem Ringkampf Toms beiwohnt, den Tom gewinnt. Tom und Sally werden wieder ein Paar und auch Jojo ist glücklich, da ihm Winnie für den unwahrscheinlichen Fall der Rückkehr und des Sieges Toms versprochen hat, ihn zu heiraten.

## Produktion
Alle Griffe erlaubt war zunächst als Musical geplant. Für den Film wurden daher die Musicalstars Claudia Dell und Paul Gregory engagiert, deren Gesangspartien jedoch aus dem Film entfernt wurden, als Musicals aus der Mode gerieten. Lediglich der Titel Face It With a Smile, gesungen von Winnie Lightner, verblieb im Film.
Der Film enthält eine Traumsequenz Jojos, die in einem Harem spielt. Hier erscheint ihm als Sultan die Sklavin Miami, die wie seine Geliebte Winnie aussieht. Es wurden Kostüme und Set des 1930 gedrehten Films Kismet genutzt, der heute als verschollen gilt.
Alle Griffe erlaubt kam am 28. Februar 1931 in die US-amerikanischen Kinos. Die deutsche Erstaufführung fand am 30. September 1996 auf dem TV-Sender Das Erste statt.

## Kritik
Das Lexikon des internationalen Films bewertete Alle Griffe erlaubt als „leidlich amüsante Komödie des Darsteller-Gespanns Lightner/Brown; das schwache Drehbuch sorgt nur für müde Witze.“